# Maggioranza silenziosa
La maggioranza silenziosa (in inglese silent majority) è quella parte ritenuta maggioritaria in una data società che non esplicita pubblicamente le proprie opinioni ed è generalmente scarsamente partecipante alla vita politica ma che spesso la influenza in forma passiva.

## Evoluzione storica
La locuzione è stata introdotta negli Stati Uniti verso la fine degli anni sessanta per indicare una larga parte di cittadini che, non partecipando attivamente alla vita politica, non esprimeva la propria opinione sulle grandi scelte del paese, prima fra tutte la guerra del Vietnam. Questa parte della popolazione era rappresentata soprattutto dal ceto medio conservatore e provinciale, che viveva lontano dalle grandi città e che, pur prevalendo numericamente su quanti si opponevano con petizioni, articoli di giornale, manifestazioni di piazza e altre forme di protesta, non faceva sentire la propria voce verosimilmente a favore delle scelte governative.

## Nel mondo

### Francia

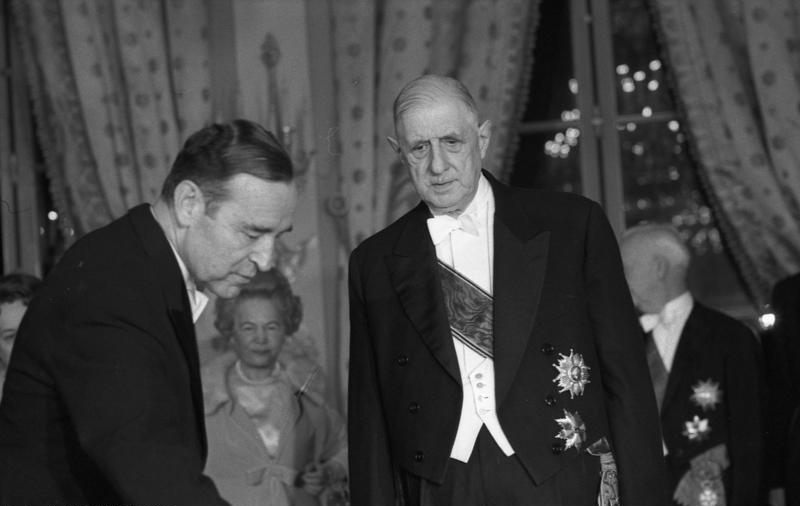
Charles de Gaulle nel 1968.

Questa espressione, riferendosi al ceto medio nel dopoguerra, fu utilizzata in Francia durante il Maggio francese, per sostenere l'ipotesi che la maggior parte del popolo fosse favorevole all'ordine, alla sicurezza e alla proprietà privata, messe in discussione dal movimento studentesco e da quello operaio appoggiati dalle sinistre (anche se inizialmente presero le distanze dai contestatori).
In seguito a una manifestazione del 13 maggio, ci furono scontri tra operai e studenti, che avevano sfilato insieme, poiché questi ultimi rifiutarono di sciogliere i loro assembramenti occupando la Sorbona e, di conseguenza, entrarono in sciopero le maestranze della Renault, mentre i teatri di Stato e l'Académie française finirono in mano agli estremisti. A detta di Indro Montanelli, nel Paese si scatenò l'anarchia, con il blocco delle scuole, delle fabbriche, delle ferrovie, delle miniere e dei porti: ci furono devastazioni, tumulti, le prime code di gente presa da panico davanti ai negozi di alimentari. Il segretario del Partito Comunista, Waldeck Rochet, propose la costituzione di un governo «popolare», ma il capo della Confédération générale du travail (il sindacato comunista) Georges Séguy, che per lo spontaneismo studentesco aveva un'avversione profonda, non volle lo sciopero insurrezionale.
Charles de Gaulle, in quel momento in Romania per una visita istituzionale, rientrò a Parigi in anticipo e il 24 maggio pronunciò un discorso televisivo di sette minuti in cui promise d'indire, entro giugno, un referendum: «Se doveste rispondere no, non c'è bisogno di dire che non continuerei ad assumere per molto le mie funzioni. Ma se, con un massiccio sì, esprimerete la vostra fiducia in me, comincerò con i pubblici poteri e, spero, con tutti coloro che vogliono servire l'interesse comune, a cambiare ovunque sia necessario le vecchie, scadute e inadatte strutture e ad aprire una via più ampia per il sangue giovane di Francia».
Nonostante il videomessaggio continuarono i disordini in città, e dopo un incontro con il generale Jacques Massu in Germania Ovest de Gaulle parlò nuovamente in televisione, annunciando lo scioglimento dell'Assemblea nazionale, indicendo le elezioni politiche il 23 e 30 giugno, revocando il referendum per motivi di ordine pubblico e scagliandosi contro gruppi «da tempo organizzati» che esercitavano «l'intossicazione, l'intimidazione e la tirannia». Nelle votazioni di fine giugno la destra gollista ottenne 358 seggi su 485 a disposizione, ma solo grazie al sistema elettorale maggioritario in vigore in Francia e alle divisioni interne alla sinistra; infatti la coalizione presidenziale ottenne il 43,65% dei voti al primo turno e il 46,39% al secondo turno. Il 16 giugno, una settimana prima delle votazioni, la Sorbona era stata evacuata dai duecento della «Comune studentesca» che ancora la occupavano; il 17 finirono i residui scioperi mentre il 27 giugno fu sgomberata l'École des beaux-arts.
Il movimento sessantottino francese fu liquidato grazie a una presunta «maggioranza silenziosa», che avrebbe affermato il suo diritto e dovere di governare contro le frange estremiste, radunando agli Champs-Élysées tra le 600.000 e 1.000.000 di persone che manifestarono contro gli estremisti chiedendo stabilità nel Paese.

### Italia
Inizialmente la denominazione di «maggioranza silenziosa» italiana veniva accostata al fascismo, anche se vi parteciparono militanti democristiani, monarchici, liberali, repubblicani e socialdemocratici. L'esordio del movimento Maggioranza silenziosa avvenne il 7 marzo 1971 a Torino, con una manifestazione in piazza Castello. I promotori decisero di indire questa manifestazione per difendere «la presenza dell'Italia che lavora, produce, paga, forma la maggioranza silenziosa degli italiani che vogliono ordine nella libertà e nel progresso sociale, e libertà nel progresso nell'ordine»: tuttavia ebbe un successo modesto e si concluse con una zuffa. Sei giorni dopo (13 marzo) ci fu una manifestazione a Milano, con risultati migliori: il corteo partì con 300 partecipanti, che poi aumentarono sempre di più fino a raccoglierne alcune migliaia. Fu un successo nonostante si svolse, come le successive, con una forte presenza di reparti di forze dell'ordine (a causa della contestazione da parte dei militanti della sinistra extraparlamentare).
Nel 1973 il movimento invitò i lettori milanesi a boicottare il Corriere della Sera, diretto da Piero Ottone, colpevole di essersi spostato a sinistra e di appoggiare la contestazione: si cercò di promuovere una specie di sciopero dei lettori del giornale. Ma soprattutto la Maggioranza silenziosa si sforzò di fare scendere in piazza coloro che non erano usi a manifestare con azioni rumorose ad alta visibilità pubblica.
Gli aderenti alla Maggioranza silenziosa sventolavano solamente bandiere tricolori, senza esibire alcun simbolo di partito. Inizialmente il movimento ebbe una certa autonomia dai partiti politici, ma successivamente dovette difendersi dalle accuse di neofascismo mossegli contro dalla forze di sinistra, nonostante la presenza nella Maggioranza silenziosa di alcuni anticomunisti di sinistra, come il futuro sindaco socialista Paolo Pillitteri, e pertanto cercò di minimizzare e ridurre l'apporto missino, smussando gli aspetti più estremisti. Tuttavia, senza la collaborazione dell'MSI la sua capacità di mobilitazione si rivelò scarsa.
D'altro canto scattò il tentativo missino di gestire il movimento e usarlo per sfuggire dalla logica dell'arco costituzionale e conquistarsi spazi di azione politica. In altre città, come Torino e Roma, furono organizzate manifestazioni che, per il loro carattere estremista neofascista, alienarono alla Maggioranza silenziosa gran parte delle simpatie della classe media. La fine di questo movimento fu definitivamente segnata dagli avvenimenti del giovedì nero di Milano, il 12 aprile 1973, quando l'agente Antonio Marino fu ucciso da una bomba a mano gettata dai neofascisti Maurizio Murelli e Vittorio Loi.
Questo episodio contribuì a far chiudere definitivamente ogni possibile collaborazione a Milano fra le forze moderate e la destra estremista e a far venir meno la partecipazione alle manifestazioni da parte del ceto medio moderato, a cui originariamente il movimento intendeva dar voce.
Nel 1973 iniziò la prima crisi petrolifera e l'economia cominciò a ristagnare per alcuni anni. Verso la fine degli anni settanta si delineò il "riflusso nel privato", ossia un inizio di presa di coscienza della degenerazione del dibattito politico che aveva contribuito a determinare un certo degrado della convivenza civile. 
A causa di una grave crisi di vendite sul mercato internazionale per via del perdurare delle due crisi petrolifere (con in aggiunta quella del 1979-1980), la FIAT decise di mettere in cassa integrazione 24.000 operai e di licenziarne 14.000, e i sindacati risposero proclamando lo sciopero ad oltranza. Il PCI decise di appoggiare gli operai e il suo segretario, Enrico Berlinguer, il 26 settembre 1980 dichiarò: «Se gli operai occuperanno gli stabilimenti, il Pci li sosterrà pienamente perché possano durare un'ora in più rispetto all'intransigenza della Fiat». L'azienda torinese decise di compiere una mossa a sorpresa sospendendo i licenziamenti e riducendo a tre mesi la cassa integrazione al 90% del salario. Dopo 34 giorni di sciopero, il 14 ottobre 1980, 40.000 quadri intermedi dell'azienda (dirigenti, capisquadra e impiegati) rivendicarono il diritto di tornare al lavoro marciando per le vie della città: la manifestazione, definita «marcia dei quarantamila», provocò spaccature tra gli operai scioperanti e il giorno dopo fu firmato l'accordo con i sindacati.
A livello mediatico i fatti di Torino fecero tornare alla ribalta l'espressione «maggioranza silenziosa», che rientrò nel linguaggio comune per designare, anche in Italia, vari movimenti d'opinione di ispirazione cattolica, conservatrice o moderata.

### Stati Uniti d'America

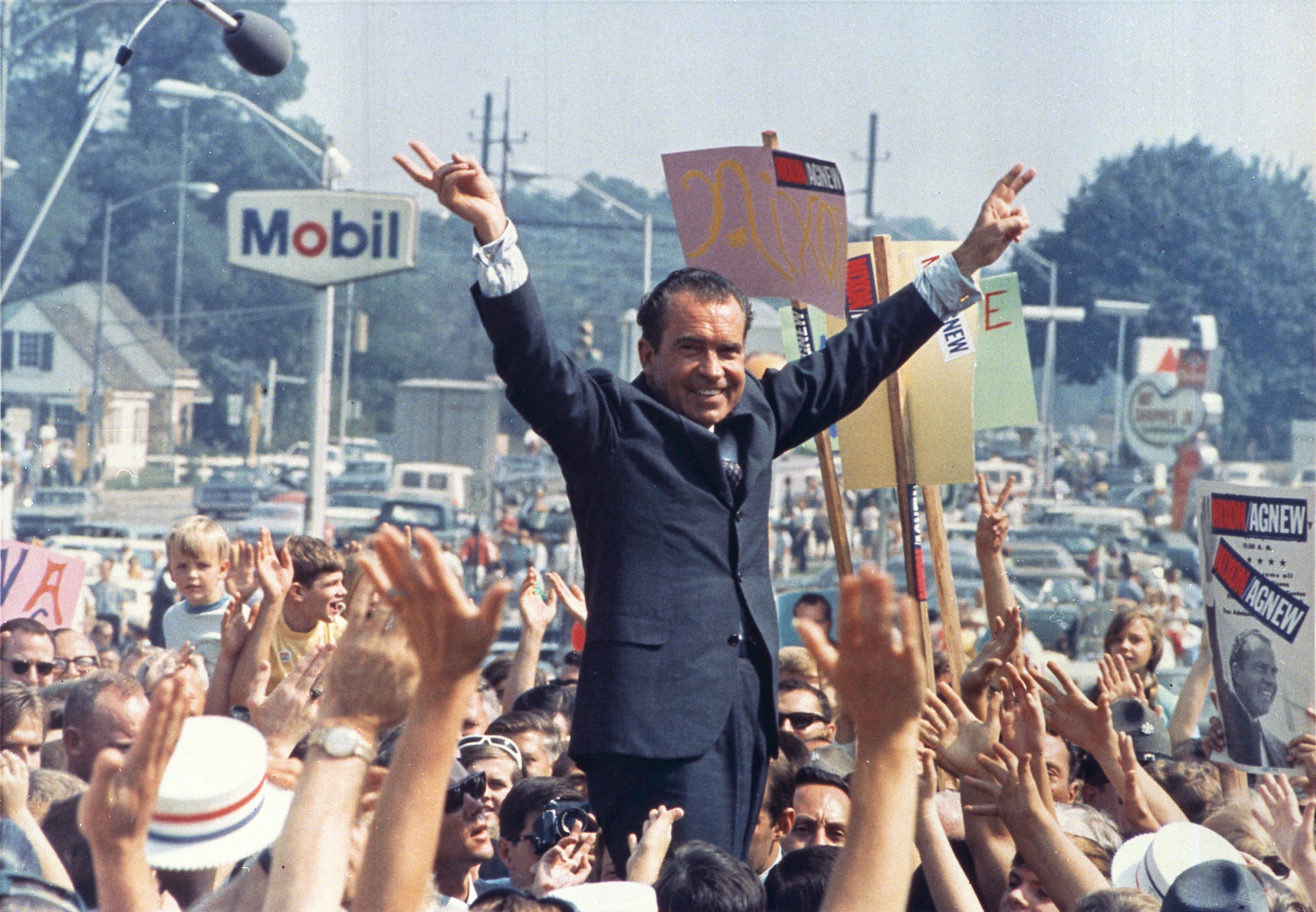
Richard Nixon a Filadelfia durante la campagna elettorale, luglio 1968.

Il termine «maggioranza silenziosa» venne poi adottato ufficialmente da Richard Nixon nel 1969, dopo l'insediamento alla Casa Bianca, rivolgendosi a questa larga fascia sociale del Paese rimasta esclusa, o tenutasi volontariamente al di fuori della vita politica, per sostenere con il voto la sua candidatura contro le idee radicali che si erano andate diffondendo nel Sessantotto.
Pur essendo stata usata prima di allora con diversi significati (dalla fine dell'ottocento in poi era stata utilizzata dai movimenti femminili in favore del suffragio universale per indicare le donne), dal 1968 in poi ha continuato a ricorrere nel linguaggio giornalistico con l'accezione datagli da Nixon: l'espressione fu poi utilizzata da Ronald Reagan, alla fine degli anni settanta e durante gli anni ottanta, da Rudolph Giuliani e Michael Bloomberg per la carica a sindaco di New York.